# Странка Велика Румунија
Странка Велика Румунија (рум. Partidul România Mare, PRM) је националистичка политичка странка у Румунији. Њен председник је Корнелију Вадим Тудор.

## О странци и циљевима
СВР су основали 1991. Корнелију Тудор и писац Еуген Барбу, који су претходно издавали часопис под именом Велика Румунија (România Mare).
Идеологија коју заступа СВР је румунски национализам и традиционализам. СВР се залаже за поновно успостављање Краљевине Румуније.
У својој ултра-националној политичкој борби СВР понеки пут делује веома нетрпељиво према мађарској популацији. СВР је учествовала у власти у периоду 1993—95 године.

## Превирања унутар странке
На ванредном Конгресу странке 2005, је дошло до збацивања Тудора са чела партије и на њено место је дошао реформиста Корнелију Ционту, који је покушао да реформише странку и усмери је из тврдих националистичких позиција ка умереном конзервативизму. На његов предлог странка је променила име у: Велика румунска народна партија. Три месеца касније странка је постала члан Европске народне партије.
Незадовољни реформама унутар партије, делегати странке су годину дана касније поново организовали Конгрес где су збацили Ционтуа и поново вратили Тудора на чело. Странка је поново вратила стари: Странка Велика Румунија.
Ционту и њему блиски сарадници формирали су исте године Демохришћанску партију.
У јануару 2007, СВР је примљена у чланство ЕВРОНАТ-а, коју поред ње чине још Слободарска партија Аустрије, Холандска партија слободе, Швајцарска народна партија и друге националистичке партије и покрети.

## Изборни резултати
| година | проценат освојених гласова | освојених мандата |
| ------ | -------------------------- | ----------------- |
| 1992.  | 5,9%                       | 22                |
| 1996.  | 6,46%                      | 27                |
| 2000.  | 23,48%                     | 126               |
| 2004.  | 12,92%                     | 45                |
| 2008.  | 3,15%                      | 0                 |

На председничким изборима 1996. кандидат СВР Корнелију Тудор освојио је друго место, али је у другом кругу изгубио од кандидата Социјал-демократске партије.
Након 2000, СВР је постала најјача политичка странка у Румунији. СВР је те године освојила 23% на парламентарним, а Тудор на председничким 35% гласова.
Услед недостатка финансијских средстава и медијском блокадом СВР је 2008. освојила свега 3,15% гласова и није успела да уђе у парламент, али је зато на изборима за Европски парламент 2009. освојила чак 12% и успешно се вратила на румунску и европску политичку сцену.